# Jaguar F-Type
Jaguar F-Type — двомісний автомобіль компанії Jaguar, створений на вкороченій платформі XK кабріолет, який виготовляється з 2013 року. Концепт-кар автомобіля під назвою C-X16 був показаний на Франкфуртському автосалоні у вересні 2011 року.

## Опис

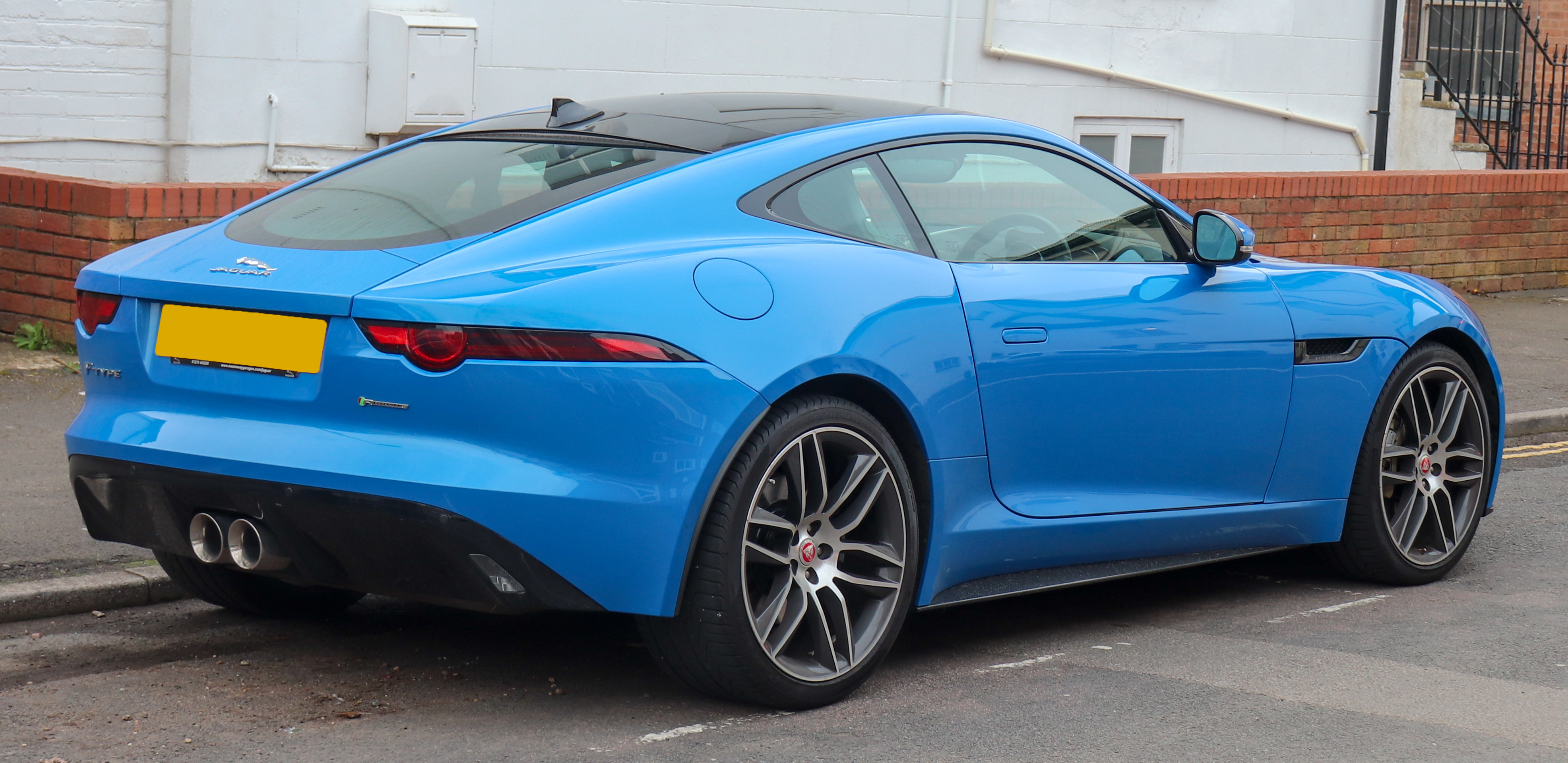
Jaguar F-Type купе

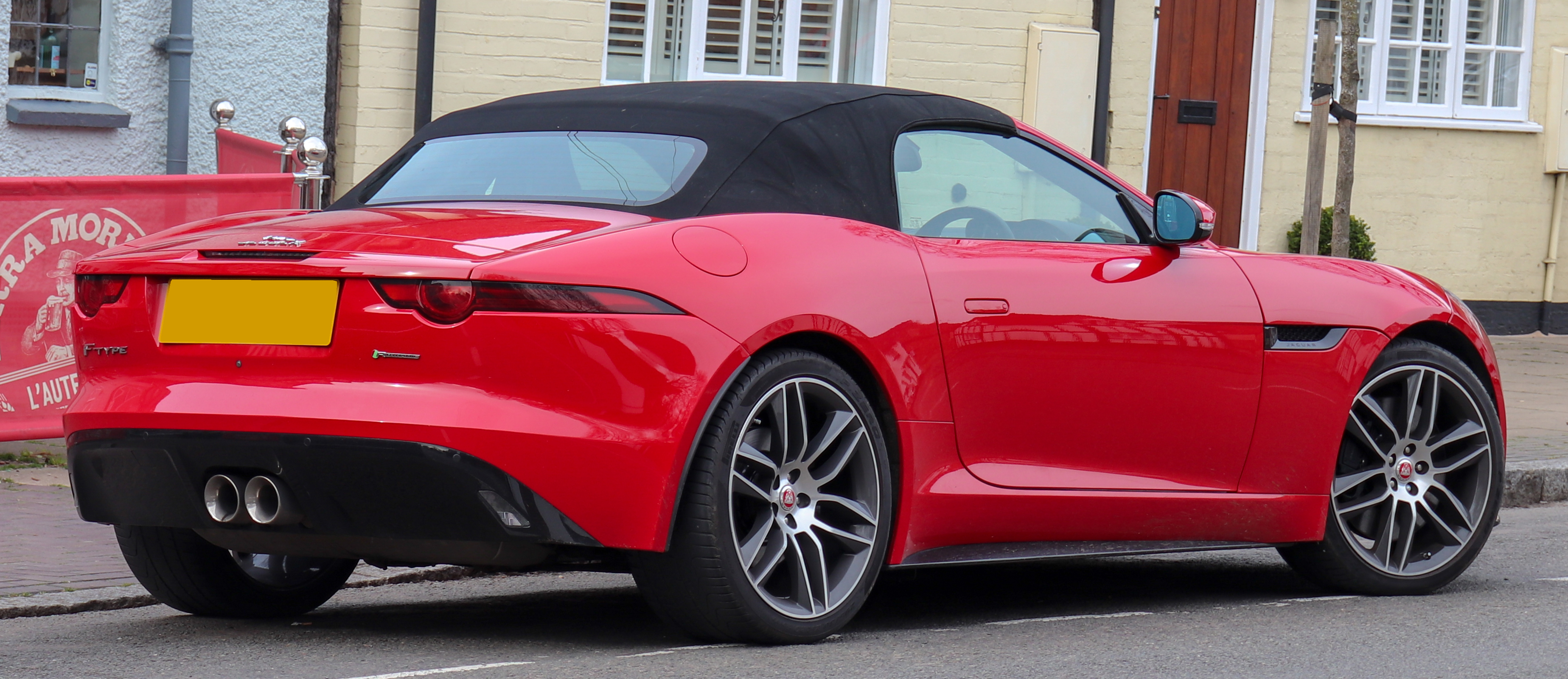
Jaguar F-Type V8 S

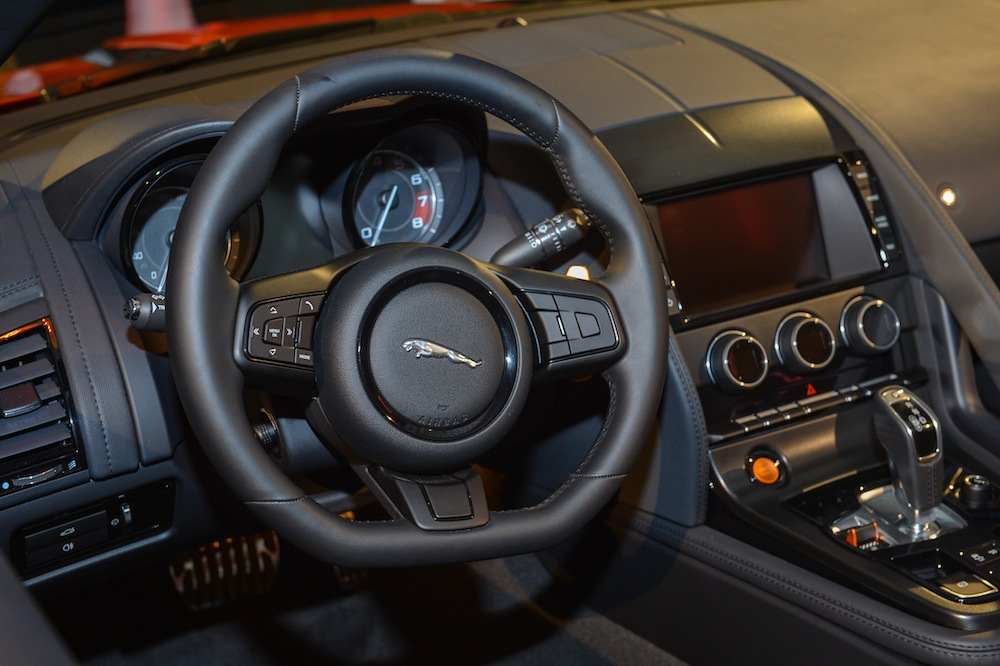

F-Type був розроблений в рамках проекту код «X152». Автомобіль розроблений, щоб конкурувати з спорткарами Audi R8, Mercedes-AMG GT, Nissan GT-R і Porsche 911.
Автомобіль, спочатку автомобіль запущений в кузові родстер, а потім з'явилося купе. Прем'єра родстера відбулася на Паризькому автосалоні у вересні 2012 року. Прем'єра купе відбулася на автосалоні в Лос-Анджелес 2013 року, серійне виробництво почалось в другому кварталі 2014 року.
Дводверка оснащується двигунами V6 3.0 л (потужністю 340 к.с. (V6) або 380 к.с. (V6 S)) і V8 5.0 л (потужністю 495 к.с. (V8 S) або 550 к.с. (V8 R)). Автомобілі комплектуються повним або заднім приводом.
Модель F-Type 2016 року від британського флагмана Jaguar, по-суті, є модифікацією спорткара, який дебютував у 2013 році. Ф-Тайп — 2-дверний 2-місний задньопривідний спорткар, з двома видами кузова: купе і кабріолет. У 2016 році автомобіль доступний з повним приводом і механічною коробкою передач. Основними конкурентами Jaguar F-Type вважаються Porsche 911, Maserati GranTurismo і Mercedes-Benz SLK AMG. 
Лінійка автомобілів Jaguar F-Type відрізняється високою продуктивністю, чудовою керованістю і комфортом їзди. F-Type 2016 року здатний розвивати швидкість 260 км / год і при цьому відмінно поводиться на поворотах, завдяки мінімальному нахилу кузова і чутливому рульовому управлінню. Як і більшість спорткарів, Ф-Тайп оснащується досить жорсткою адаптивною підвіскою. Фішкою моделей 2016 року є гальмівна система Jaguar Super Performance.

### Фейсліфтинг 2021

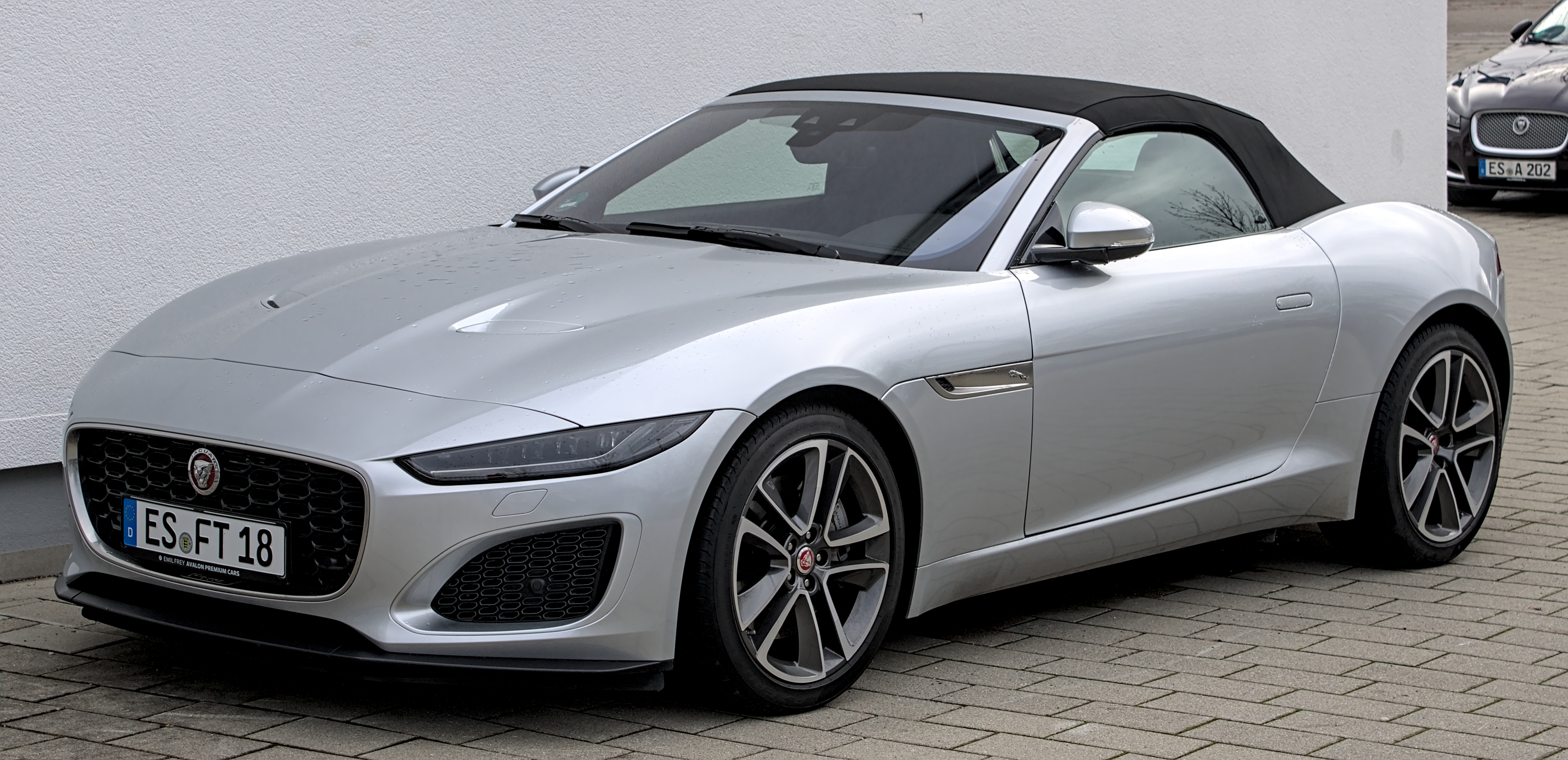
Jaguar F-Type (з 2020)

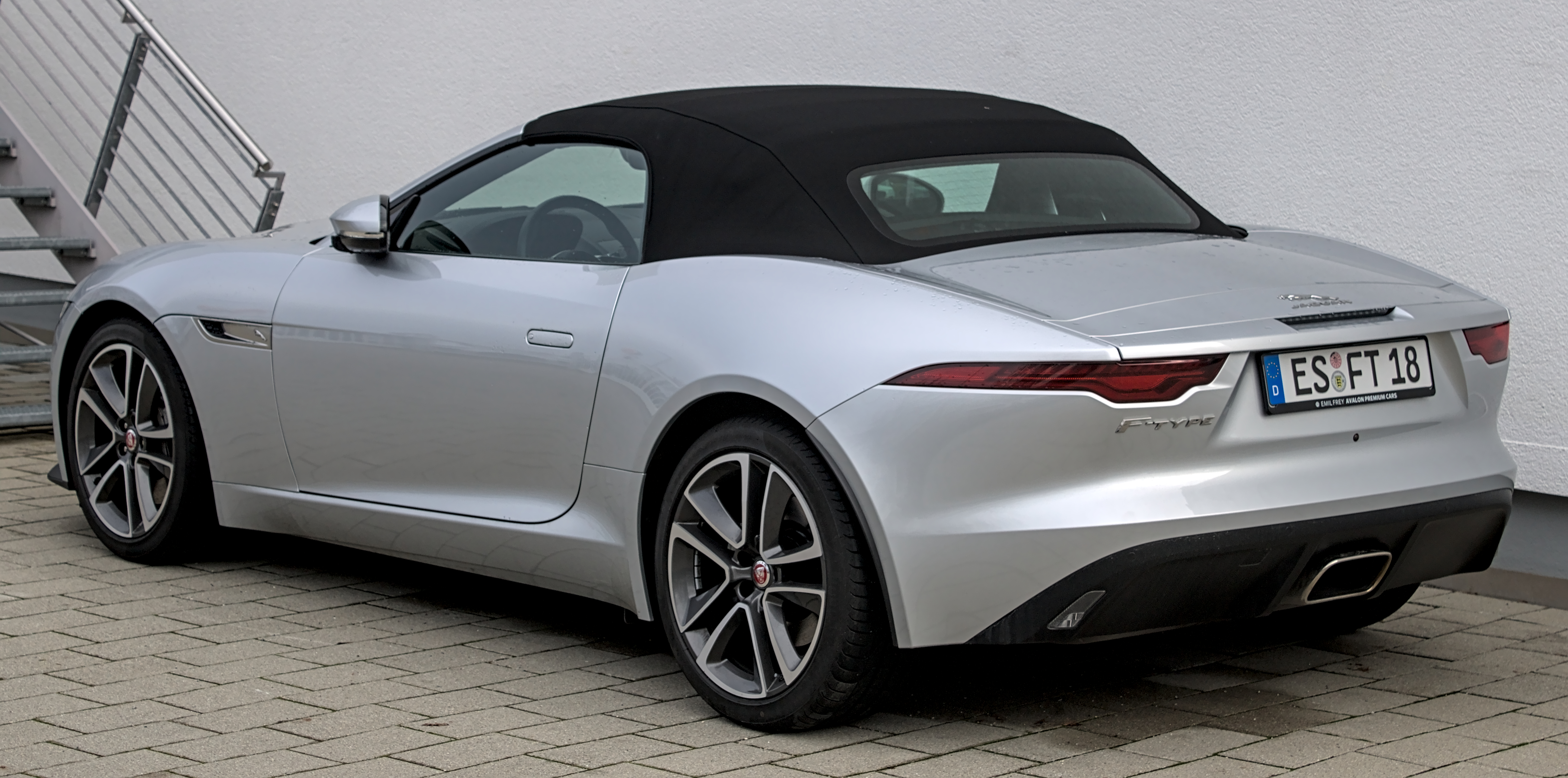
Jaguar F-Type (з 2020)

Оновлений F-Type вийшов на ринок в 2020 році. 
Новий F-Type практично повністю зберіг колишній зовнішній вигляд. Єдиними змінами виявилися спортивні тонкі фари, перепроектований капот і передня панель, а також більш незграбні задні ліхтарі, відповідні дизайну оновленого седана XE. Що стосується оновлень оснащення, Jaguar, нарешті, відмовився від двигуна V-6 на користь електрифікованої установки, яка в Range Rover 2020 року забезпечує 355 кінських сил і 495 Нм крутного моменту.
Мова йде про системі м'якого гібрида, що поєднує 3,0-літровий двигун з турбонаддувом і стартер. Повертаючись до старого V-6, заміна двигуна може означати відмову від механічної коробки перемикання передач.
Що стосується інтер'єру, очікується, що цифрова комбінація приладів прийде поряд з інформаційно-розважальною системою з великим сенсорним дисплеєм. Додатково F-Type Convertible надасть сучасні системи допомоги водієві.
Jaguar додав F-Type 2021 модельного року спеціально налаштовану підвіску та забрав з лінійки комплектацій варіант SVR. Залишились чотири доступні версії оснащення F-Type: P300, First Edition, R-Dynamic, R.
У 2022 році Jaguar припинив випуск версій F-Type з чотирьох- та шестициліндровими двигунами. Залишились лише комплектації з V8, які видають 444 к.с. та 575 к.с .
Jaguar оголосила про припинення виробництва F-Type після 2024 модельного року.  Виробництво завершилося в червні 2024 року, до того часу було виготовлено 87 731 екземпляр.

## Двигуни
- 2.0 л Ingenium AJ200 І4 Turbo 300 к.с. 400 Нм
- 3.0 л Jaguar AJ126 V6 Kompressor 340 к.с. 450 Нм
- 3.0 л Jaguar AJ126 V6 Kompressor 380 к.с. 460 Нм
- 3.0 л Jaguar AJ126 V6 Kompressor 400 к.с. 460 Нм
- 5.0 л Jaguar AJ133 V8 Kompressor 450 к.с. 580 Нм
- 5.0 л Jaguar AJ133 V8 Kompressor 495 к.с. 625 Нм
- 5.0 л Jaguar AJ133 V8 Kompressor 550 к.с. 680 Нм
- 5.0 л Jaguar AJ133 V8 Kompressor 575 к.с. 700 Нм

## Project 7

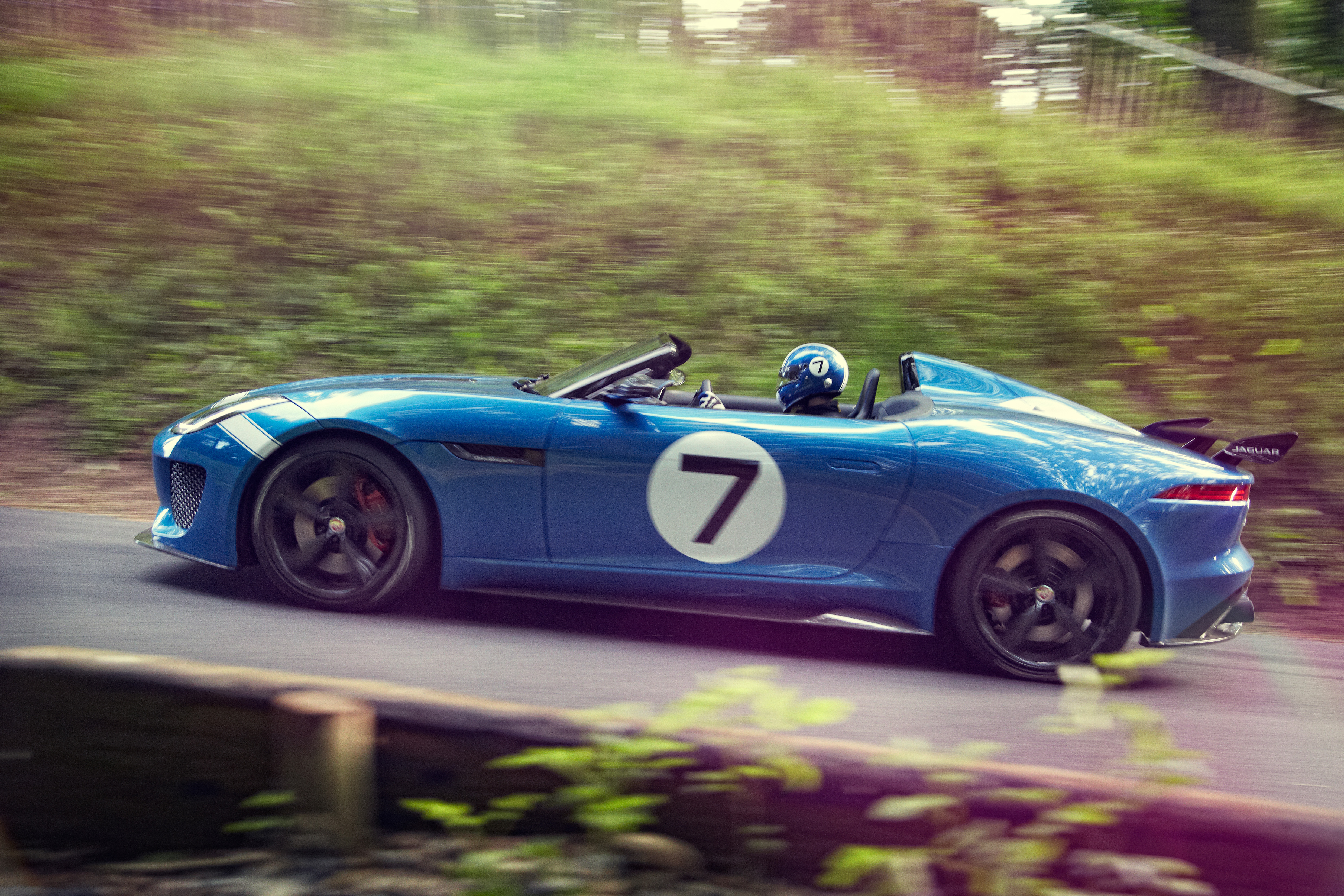
Jaguar F-Type Project 7

F-Type Project 7 базується на кабріолеті F-Type і оснащений 5,0-літровим двигуном V8 з наддувом, який видає максимальну потужність 575 к.с. (423 кВт). Двигун такий як в F-Type SVR. Було виготовлено лише до 250 одиниць, і цей автомобіль вважається найпотужнішим серійним автомобілем Jaguar, поряд із F-Type SVR. Кузов автомобіля зроблений з алюмінію, нагадуючи історичного переможця D-Type LeMans. Візуально він має «Aero Haunch» за водієм, схожий на D-Type 1950-х років, чотирикутний вихлоп і фіксований задній спойлер. Project 7 має заявлений час розгону 0–97 км/год (0–60 миль/год) за 3,8 секунди та максимальну швидкість 299 км/год.
Проєкт 7 — це дизайн, створений італо-бразильським дизайнером Сезаром П’єрі. Він був виявлений випадково, коли П’єрі випадково показав його головному дизайнеру Jaguar Яну Каллуму. Потім концепт став функціональним прототипом і врешті-решт досяг виробництва.

## Продажі
| рік  | США   | Європа |
| ---- | ----- | ------ |
| 2013 | 2.250 | 2.750  |
| 2014 | 4.112 | 4.641  |
| 2015 | 4.629 | 4.557  |
| 2016 | 4.069 | 4.541  |
| 2017 | 4.108 | 4.538  |
| 2018 | 2.268 | 4.122  |
| 2019 | 2.279 | 3.252  |
| 2020 | 1.200 | 2.713  |
| 2021 | 2.212 | 2.363  |